# Telmatobius dankoi
Telmatobius dankoi är en groddjursart som beskrevs av Formas, Northland, Capetillo, Nuñez, Cuevas och Brieva 1999. Telmatobius dankoi ingår i släktet Telmatobius och familjen Ceratophryidae. IUCN kategoriserar arten globalt som otillräckligt studerad. Inga underarter finns listade i Catalogue of Life.